# Colorless green ideas sleep furiously

Biểu diễn X-Bar của câu Colorless green ideas sleep furiously. Xem luật cấu trúc ngữ đoạn để biết thêm chi tiết.

Colorless green ideas sleep furiously (tạm dịch: Những ý tưởng màu xanh không màu ngủ dữ dội) là một câu được sáng tác bởi nhà ngôn ngữ học Noam Chomsky trong cuốn Syntactic Structures (1957), nhằm minh họa cho một câu tuân thủ đúng cấu trúc ngữ pháp song vô lý khi xét về ngữ nghĩa. Chomsky sử dụng câu này lần đầu trong luận văn The Logical Structure of Linguistic Theory (1955) và bài báo học thuật "Three Models for the Description of Language" (1956).:116 Câu văn này hoàn toàn vô nghĩa, minh chứng cho sự biệt lập giữa hai khái niệm cú pháp-ngữ nghĩa, và rằng câu từ đúng ngữ pháp chưa chắc đã đúng ngữ nghĩa. Câu văn là một ví dụ điển hình về lỗi phạm trù và cho thấy sự bất cập của một số mô hình xác suất ngữ pháp, góp phần đề cao sự cần thiết trong việc xây dựng các mô hình ngôn ngữ theo cấu trúc.

## Vô nghĩa nhưng đúng ngữ pháp
Chomsky viết trong cuốn Các cấu trúc cú pháp: 

1. Colorless green ideas sleep furiously.
2. *Furiously sleep ideas green colorless.

Rất hợp lý khi cho rằng cả câu (1) và (2) (hoặc tất cả các thành phần của hai câu đó) chưa bao giờ xuất hiện trong diễn ngôn tiếng Anh. Vì vậy trong bất kể một mô hình xác suất ngữ pháp nào, các câu này sẽ bị loại bỏ ngay lập tức dựa trên lý luận chúng đều quá "xa rời" tiếng Anh. Tuy nhiên câu (1) dù vô nghĩa song vẫn đúng ngữ pháp, còn câu (2) vừa vô nghĩa lại vừa không đúng ngữ pháp.

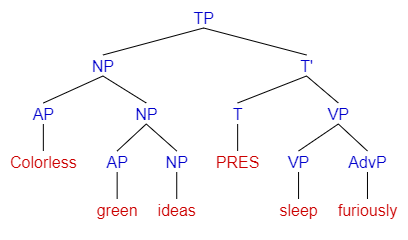
Biểu diễn xấp xỉ câu "Colorless green ideas sleep furiously". Xem chương trình tối giản.

Colorless green ideas – đóng vai trò chủ ngữ trong câu – là một chuỗi bất quy tắc bởi 2 lý do sau:
- Tính từ colorless "không màu" khi kết hợp với tính từ green "màu xanh" hoàn toàn vô nghĩa: một vật không thể vừa màu xanh vừa không màu.
- Xét cụm colorless green ideas ta thấy danh từ idea "ý tưởng" được mô tả là màu xanh và đồng thời không có màu. Tuy nhiên, về bản chất thì một ý tưởng trừu tượng như thế không thể có màu.